# Imbecilla africana
Imbecilla africana är en insektsart som beskrevs av M. Firoz Ahmed 1979. Imbecilla africana ingår i släktet Imbecilla och familjen dvärgstritar.
Artens utbredningsområde är Uganda. Inga underarter finns listade i Catalogue of Life.